# Генчо Стоев
Генчо Динев Стоев е български писател, публицист и общественик с разнообразно и обемно творчество.

## Биография
Роден е на 5 февруари 1925 г. в Харманли. Завършва гимназия в родния си град през 1945 г. и философия в Софийския университет през 1951 г.
Член на РМС от 1940 г. През Втората световна война участва в саботажи по директния немски телетип Берлин-Анкара-Техеран. През 1943 г. получава смъртна присъда, отменена поради непълнолетие. След 9 септември 1944 г. и до есента на 1946 г. е член на Околийския комитет на РМС.
Работи като редактор във вестниците „Народна младеж“ (1948-1949) и „Литературен фронт“ (1950-1951 и 1965-1967), както и в издателствата „Народна младеж“ (1952), „Партиздат“ (1956-1961) и „Български писател“ (1968).
Член е на Съюза на българските писатели.
Умира на 18 октомври 2002 г. в София.

## Семейство
Женен е за Люба Мутафова, с която имат двама синове – Динко и Калин.

## Признание и награди
- „Лош ден“ – І награда на ЦК на Комсомола (1965)
- „Цената на златото“ (награда на СБП за 1965)
- 1982 – лауреат на Димитровска награда
- „Като ластовици“ (І награда на ЦК на Профсъюзите, 1970)
- Заслужил деятел на културата (1974)
- „Циклопът“ (Голямата награда на гр. Варна)
- „Досиетата“ (І награда за романи на съвременна тема, 1989)
- „Златен ланец“ (1996)[9]

През 2001 г. е удостоен с орден „Стара планина“ I степен.
На Генчо Стоев е наречена улица в квартал „Кръстова вада“ в София (Карта).

## Творчество
За първи път Генчо Стоев публикува стихове през 1946 г. във в. „Младежка искра“.
Във вестник „Литературен фронт“ поредица очерци за всекидневието на работническата класа, които издава в сборника „Истински хора“. Оценен като чужд на идеологическата конюнктура, през 1954 г. е официално порицан и в течение на едно десетилетие престава да публикува.
Една от най-популярните му книги – „Цената на златото“ – е определяна от публиката и критиката като Новия образ на Априлското въстание.